# 김안로
김안로(金安老, 1481년 ~ 1537년 10월 27일)은 조선 중기의 문신, 외척이다. 자는 이숙(頤叔), 호는 희락당(希樂堂), 용천(龍泉), 퇴재(退齋), 본관은 연안(延安)이다. 김전의 형 김흔의 셋째 아들이다. 김제남의 종증조부이다. 중종의 딸 효혜공주(孝惠公主)의 남편인 연성위(延城尉) 김희(金禧)는 그의 아들이다.
1501년(연산군 7) 진사가 되고 중종 때 문과에 급제하여 사가독서(賜暇讀書)를 하고 홍문관과 사간원 등의 요직을 거쳐 대사간을 지냈다. 언관으로 있으면서 여러 시정의 폐단을 해소할 것을 건의하였으나 시비걸기 좋아하는 인물로 몰리기도 했다. 1519년 기묘사화로 조광조 일파와 함께 유배되었다가 아들 김희가 중종의 장녀 효혜공주의 부군이 되면서 특별히 풀려났다. 1522년에 부제학, 1524년에는 대사헌을 거쳐 이조판서가 되었다. 아들 김희가 중종과 장경왕후의 딸인 효혜공주(孝惠公主)와 결혼한 뒤부터 외척이 되어 권력남용이 잦아 영의정 남곤(南袞), 대사헌 이항(李沆) 등의 탄핵을 받고 경기 풍덕(豊德)에 유배되었다가 석방되었다.
1530년에는 남곤, 이행 일파 및 심정 일파를 몰락시키고 권력을 장악, 그 뒤 문정왕후의 친족인 윤원형, 윤원로 등과 갈등하였으며 윤임과 손잡고 세자(훗날의 인종)를 보호한다는 미명하에 사림파 및 윤원형 일파를 숙청하였다. 이후 우의정과 좌의정을 지냈다. 1537년 문정왕후를 폐출하려다가 실패하고 윤안인(尹安仁)과 대사헌 양연(梁淵)의 공격을 당하고, 이후 양사의 거듭된 공격을 받고 유배되었다가 사형당했다. 중종과 계비 장경왕후의 사돈이며, 중종의 셋째 부인인 문정왕후 일가와도 사돈관계를 형성했다. 그의 조카가 문정왕후의 동생 윤원형의 정실부인이었고, 손녀는 문정왕후의 오빠 윤원로의 아들 윤백원과 혼인하였다. 선조의 계비 인목대비의 재종조부가 된다.

## 생애

### 생애 초반
희락당 김안로는 1481년 한성부에서 태어났다. 할아버지는 군수를 지낸 김우신(金友臣)이고, 아버지는 공조참의 김흔(金訢)이며, 어머니 윤씨는 윤지(尹墀)의 딸이다.영의정을 지낸 김전의 조카이다. 김전은 사림파 출신 정치인이며, 인목왕후의 고조할아버지이자 김제남의 증조할아버지였다.
그의 사촌 김안수의 딸은 윤지임의 아들 윤원형에게 출가했다. 윤원형은 문정왕후의 남동생이다. 그와 친분이 있던 인물로는 김안국, 김근사 등이 있었다.
1501년(연산군 7) 진사시험에 합격하고, 성균관에서 수학한 뒤 1506년(중종 1) 별시문과에 장원급제하였다. 그 뒤 성균관전적(典籍)에 처음 제수된 뒤 그해 12월 3일 전적으로 재직 중 왕명으로 홍문관 교리 이행(李荇)·김세필(金世弼), 부교리 김안국, 성균관 직강 홍언충(洪彦忠), 도총부 도사(都摠府都事) 신상(申鏛), 이조 좌랑 유운(柳雲), 예문관 검열 김영(金瑛)·이희증(李希曾) 등과 함께 정업원(淨業院)에서 사가 독서(賜暇讀書)의 명을 받았다.

### 관료 생활

#### 관료생활 초반
1507년 1월 사가독서 중 형조 좌랑(刑曹佐郞)에 임명되고 1월 12일 홍문관 교리 김세필(金世弼)·부교리 김안국(金安國)·도총부 도사(都摠府都事) 신상(申鏛) 등과 함께 사찰 건립을 반대하는 상소를 올렸다. 1월 16일에는 왕이 직접 사가독서당을 방문하여 독서중인 문신들에게 상으로 내린 술을 받았다. 그해 4월 홍문관 수찬이 되고 이조 정랑 김세필, 도총부 도사(都摠府都事) 신상(申鏛), 이조좌랑 유운 등과 함께 유자광을 극형에 처할 것을 연명 상소하였으나, 중종은 유자광이 익대공신임을 들어 불허하였다.
그 뒤 홍문관수찬(修撰)·사간원정언(正言)·홍문관부교리(副校理) 등 삼사의 청요직을 두루 역임하였다. 1507년 10월 경연검토관(檢討官), 11월 4일 사간원 정언(司諫院正言)을 역임했으며 11월말에는 안윤덕의 추문을 논핵하였다. 이후 그해 12월까지 지평 허굉과 함께 계속 안윤덕을 논핵하였으나 왕이 듣지 않았다. 12월 대간을 공격하는 박영문을 공격하는 한편 다시 안윤덕 등을 탄핵했지만 왕이 듣지 않았다. 1508년 1월에도 계속 박영문, 안윤덕 등을 탄핵했지만 왕이 듣지 않았고, 그해 1월 공신의 공훈으로 음서제로 오른 사람의 고위직 승진이 부당함을 간하였다. 1월 20일 병든 어머니를 봉양하기 위해 휴직을 청하였다.
1508년 10월 부교리(副校理), 12월 경연 시독관을 지냈다. 1510년 정랑을 거쳐 1511년 유운(柳雲)·이항(李沆) 등과 함께 다시 사가독서(賜暇讀書)하였고, 11년 4월 경기도에 폐단을 문책하러 어사로 나갔다가 금천현(衿川縣) 관리의 불법을 적발하였으나 자신의 삼촌이 관련된 일이라 하여 눈감았다가 집의 윤희인(尹希仁)의 탄핵을 당했다. 4월 24일 시강관이 되었다. 6월에는 대간에게 탄핵당한 신료들이 모 대간은 나에게 원한이 있다며 대간을 역공격하자 이를 규탄하였다.
요즈음 와서 조금만 대간의 논핵을 당하면 원망을 품고 소리 높여 말하기를 ‘아무 대간은 나와 사혐이 있다.’ 하고, 간세(奸細)한 무리들이 분분하게 말을 고하여 서로 경알(傾軋)3648) 하며 재상·대신까지도 솔깃하여 믿고 어전에서 아뢰게 되니, 이 어찌 아름다운 일이겠습니까. 폐조(廢朝) 때 이극균(李克均)과 성준(成俊)이 정승으로 있으면서 바른말 하는 자를 싫어하니 그때 대간이 한 마디 말이 없었으므로, 홍문관이 논핵하여 대간을 모두 체직하였습니다. 이 때 박은(朴誾)이 홍문관 관원이었는데, 이극균과 성준이 ‘박은의 아비 박담손(朴聃孫)이 수원 판관(水原判官)이 되었을 때 대관(臺官)의 추고(推考)로 파직되었다.’고 말했습니다. 이는 기필코 박은을 중상해서 그렇게 했던 것이며, 이것이 빌미가 되어 사류들을 모조리 죽이는 화가 빚어졌던 것입니다. 지금 사태당한 사람들의 원망하는 말을 대신·시종이 곧이 듣고 어전에 주달하여 상으로 하여금 대간의 마음을 의심하게 하는 것은 매우 아름답지 못한 일입니다.

1511년 10월 이조와 예조에서 사가독서할 문신을 추천할 때 한사람으로 선발되었다. 1513년 2월 의빈부 경력(儀賓府經歷)으로 복직했으며 왕의 명을 받아 교서를 짓는데 참여하였다. 다시 사가독서에 복귀하여 직제학·부제학 등을 역임하고 1514년 의정부사인(舍人)이 되었다. 그해 9월 독서당을 방문한 중종에게 어주를 하사받았다.
1514년 10월에는 문학을 잘 한다 하여 정광필의 추천을 받았다. 1514년 10월 12일 홍문관전한(典翰), 12월 경연시독관을 지냈다. 12월 10일 경연시독관으로 경상도의 도적 출몰과 공자묘 복구를 건의하였다.
| “ | 듣건대, 경상도의 안동(安東)에서는 풍속이 아주 나빠서 종이 그 주인을 죽인 자가 자못 많으며, 그 이웃의 의성(義城) 등지에도 무뢰(無賴)한 자들이 많이 모여서 자객(刺客)의 일을 하는데, 사람들이 모두 그 보복이 두려워 알리지도 못하며 비록 수령일지라도 능히 제거하지 못하니, 국가에서 마땅히 별도로 금제(禁制)시키는 법조를 제정해야 할 것입니다. | ” |

| “ | 존경각은 공자(孔子)의 묘정(廟庭)에 있는데도 불에 타고 남은 것이 없으니 참으로 경동(驚動)됩니다. 비록 이미 관원을 보내어 치제를 했지마는 이로써 놀라고 두려워하는 실상을 메울 수는 없습니다. 마땅히 친히 성대한 예절을 거행하여 선성(先聖)을 위안하며, 예의를 숭상하고 유도(儒道)를 진작(振作)하는 뜻을 보여야 할 것입니다. | ” |

1515년 1월 6일 홍문관 전한 겸 예문관 응교(弘文館典翰兼藝文館應敎), 2월 16일 홍문관 직제학을 지냈으며 3월 7일 왕비의 지문을 짓도록 명받았으나 사양하였다. 3월 23일 장경왕후의 묘지문을 지었다. 3월 28일 시책문의 부당함을 지적하는 신용개와 협의하여 아뢰도록 도왔다. 윤 4월 23일에는 사헌부의 논박을 받은 일로 홍문관 관원들과 동시에 일괄사직을 청하였다. 또한 같은 날 독서당의 수준을 질타받자 피혐을 청하였으나 왕이 만류하였다.

#### 언관 활동
1515년 5월 5일 이조, 예조의 추천으로 다시 사가독서의 한사람으로 선발되었다. 10월 9일 시강관(侍講官)이 되었다. 당일 왕이 구언을 한 뒤 구언한 신하들을 처벌하자 이를 항의하였다.
| “ | 구언(求言)6156) 은 재변을 그치게 하기 위해서 하는 것이니, 사람마다 앞을 다투어 생각을 아뢰게 하여, 그 중에서 쓸 만한 것은 쓰고 쓸 만하지 않은 것은 쓰지 않으면 되는데, 박상(朴祥)·김정(金淨)이 구언에 응하여 봉사(封事)를 올린 뒤에 그 망령된 말 때문에 죄받았으니, 당연하기는 하나 사람들이 다 언사(言事)를 경계할 것입니다. 대저 사람의 소견에는 비뚠 것과 바른 것이 있어서 그것을 따져 보면 잘못이 있을 수도 있는 것이니, 어진 사람일지라도 이를 면할 수 없습니다. 박상 등을 이제 놓아 주더라도 누가 그들의 잘못을 모르겠습니까? | ” |

중종이 '대개 구언한 뒤에 올린 봉사는, 그 말이 채택할 만하면 채택하고 채택할 만하지 않으면 버리고 써서는 안 되는 것이나, 이는 관계되는 바가 매우 크므로 죄주지 않으면 사람들이 그것이 그르다는 것을 모르기 때문에 죄준 것이다.'라고 변명하였으나 전경(典經) 기준(奇遵)이 김안로의 견해가 옳다 하여 중종은 이들을 석방시켰다.
그 뒤 다시 홍문관직제학이 되었으며 1515년 10월 26일 중종의 명을 받은 대제학(大提學) 신용개(申用漑)가 시제로 민농(悶農)의 배율(排律)을 걸자 시를 지어 으뜸을 차지하여 대록피(大鹿皮) 1장(張)을 선물로 하사받았다. 11월 8일 왕이 사옹원에 명하여 홍문관에 도자기를 보내라고 했으나 지체하였고, 깨진 것을 보내자 소두가 되어 왕에게 항의 상소를 함께 올렸다.
11월 28일에는 김근사(金謹思) 등과 함께 조광조의 상소가 과격하다는 주장을 반박하고 조광조를 변호하였으며, 11월 29일에는 대마도의 도주의 아들에게 호의를 베푼 것의 잘못을 지적하는데 동참하였다. 1516년 1월 5일 관리의 수를 줄일 것과 인재를 씀에 합당하게 쓸 것을 여러번 건의하였다.
“재변(災變)을 만날 때마다 수성(修省)을 지극하게 하셔도 재변은 오히려 거듭 나타나니, 재변을 그치게 하는 방법을 참되게 하지 않으셔서 그런 듯합니다. 상께서 구언(求言)을 이미 정성으로 하지 않으셨으므로, 아래에서도 그 정성스럽지 아니함을 압니다. 진언(進言)하더라도 혹 죄를 얻게 되는 자가 있으니, 신은 신하가 이로부터 말하기를 꺼리게 될까 염려합니다. 박상(朴祥) 등의 말이 과연 몹시 어그러졌으니, 그 말을 쓴다면 나라의 일이 그르쳐지겠으나, 진언하여 죄를 얻은 것은 예전에 드물던 일이니, 조광조가 놓아 주기를 청한 것은 그르지 않습니다. 신은 전전 대간이 박상 등을 그르다고 한 것은 인심이 정해지지 않았기 때문이라고 생각합니다. 이제는 인심이 이미 정해졌으니, 상 등을 용서하여 언로를 넓히소서. 접때 신이 경상도에서 서울에 두 조관(朝官)이 진언으로 죄를 얻은 일이 있다는 것을 듣고 저도 모르게 놀랐었는데, 서울로 돌아와서 들으니 상 등의 일이었습니다. 말이 지나치더라도 구언한 뒤에 말한 자를 죄주어서는 안 됩니다.”
“사람에게 품은 뜻이 있더라도 아뢸 길이 없으므로, 예전에 ‘온갖 벼슬아치가 각각 제가 맡아보는 기예(技藝)를 가지고 간(諫)한다.’ 하였으니, 사람마다 다 진언할 수 있는 것인데, 더구나 박상 등은 다 전에 대간·시종을 지냈음에리까? 마침 외방에 있으면서 구언을 당하여 일을 말하였으니 그르지 않으나, 당초에 죄주기를 청한 것은 상께서 혹 그 말을 따르실까 염려하였기 때문이었습니다. 임금이 한 번 찌푸리고 한 번 웃는 것을 다 사람들이 본받는데, 더구나 이런 일을 어찌 삼가지 않을 수 있겠습니까? 이제 전지(傳旨)를 내려 ‘언로를 위하여 상 등을 용서한다.’ 하시면 이보다 더 다행한 일이 있겠습니까?”
“벼슬자리가 비더라도 죄다 채울 것 없고, 또 긴하지 않은 자를 도태하면 녹을 먹는 자가 절로 적을 것입니다. 또 한 가지 폐단이 있습니다. 외관(外官)은 관찰사가 포폄(褒貶)하나, 경관(京官)은 포폄이 엄하지 않으므로 용렬한 자가 그 사이에 섞여들고, 수령(守令)에 합당하지 않은 자는 대간(臺諫)의 논박에 따라 혹 갈려서 주부(主簿) 등의 관원이 되어 다시 수령이 되지 못하면 한갓 경관으로서 종신토록 녹만 먹을 뿐이니, 이것이 어찌 국가가 관원을 두어 직무를 분담하게 한 뜻이겠습니까?”
“누구나 요(堯)·순(舜) 같을 수는 없으므로 잘못이 없을 수 없으니, 쓸 만한 사람인데 혹 작은 잘못만 있다면 쓰지 않을 수 없습니다. 임금이 사람을 쓰는 것은 목수가 나무를 쓰는 것과 같아서, 이 일에 능한 자가 저 일에는 부족할 수도 있으니, 사람을 쓰는 데에 있어서는 그 능한 것을 선택할 따름입니다. 또, 사람이 잘못은 없으나 혹 일을 잘 처리하지 못하는 자도 있으니, 대저 마음쓰는 것이 비뚤어진 자라면 잘못이 없더라도 의심없이 내쳐야 합니다. 한갓 잘못이 없다하여 나라 일을 맡기면 나라를 그르치는 한 가지가 됩니다.”
1516년 1월 6일에는 구언 문제로 화를 당한 박상의 명예회복을 건의하였다.
"재변(災變) 때문에 구언(求言)하고서 또 그 말한 자를 죄주었으니, 이는 매우 안 될 일입니다. 임금은 사람이 하기 어려운 것을 진언(進言)한 데에 대하여 반드시 용서하여야 아랫사람이 진언할 수 있습니다. 진언한 자라면 누구인들 제 말을 옳다고 생각하지 않겠습니까? 어진 사람일지라도 말이 혹 알맞지 않은 수가 있는데, 말을 잘못하였다 하여 죄주면 성명(聖明)에 크게 누(累)가 되니, 빨리 용서하소서."
“전하께서 정광필에게 답한 말씀은 참으로 방해되는 바가 있습니다. 예로부터 임금이 ‘형벌과 포상(褒賞)이 다만 위에서 나와야 하고 아랫사람과 함께 하지 않아야 한다.’고 생각한다면 매우 옳지 않습니다. 형벌과 포상은 은위(恩威)이니, 물정(物情)에 맞게 해야 합니다. 위에서 나와야 하고 아래에서 나와서는 안 된다고만 생각한다면 그 폐단이 막대하니, 신은 요즈음 이러한 폐단이 있을 듯하여 염려하지 않을 수 없습니다. 상께서 인심이 이러한 줄 아시면 더욱 염려하시어 빨리 용서하셔야 합니다.”
1516년 1월 9일 중종에게 승지 신상(申鏛)과 함께 모욕(毛褥) 1장을 선물로 하사받았다. 2월 1일 사간원대사간(大司諫)이 되었다가 잠시 경주부윤으로 나갔으나 3월 직제학 등을 역임하였다. 그해 4월 '명철한 임금이 하는 정사는 오직 관원만 많이 두는 것이 아니라, 오직 인재를 얻는 데 있다.'며 다시 불필요한 관원 수를 줄일 것을 주청하였다.

#### 개혁 활동
1516년 4월 20일 동부승지가 되고 4월 26일 대신이 모든 정사를 총괄해야 한다는 박수문 등의 상소를 반박하였다. 6월 2일 참찬관이 되어 형벌보다는 인으로 다스릴 것을 건의하였다.
| “ | 임금의 덕은 인·명·무 세 가지보다 더한 것이 없습니다. 이른바 인은 유약(柔弱)하고 고식(姑息)하는 것을 뜻하는 것이 아니라 행하는 것이 한결같이 바른 데에서 나오는 것을 뜻하는 것이며, 이른바 명은 자잘하게 살피는 작은 지혜를 뜻하는 것이 아니라 반드시 순(舜)임금처럼 널리 천하의 일을 보고 들어 천하의 이목(耳目)을 내 이목으로 삼아 광명정대한 것을 뜻하는 것이며, 이른바 무는 형벌과 위무(威武)와 군사를 자주 일으켜 무력을 함부로 쓰는 것을 뜻하는 것이 아니라 사기(事機)에 임하여 시비를 결단하되 의리에 마땅한 것이면 의심없이 결단하는 것을 뜻하는 것인데, 세 가지 덕 중에서 인이 가장 중요합니다. | ” |

6월 3일에는 성황당의 혁파를 건의하였다.
| “ | 도교는 오로지 복을 빌기 위하여 설치한 것인데, 이제는 궐내(闕內)에 도류(道流)도 서로 번갈아 입번(入番)하니, 사도(邪道)를 지키는 자를 어찌 궐내에 머물러 있게 할 수 있겠습니까? 무격(巫覡)이 성 안에 들어오지 못하는 것은 이미 그 법이 있으나 해이하여 단속하지 않으니 모름지기 통절히 금해야 성치에 더욱 빛이 있을 것입니다. | ” |

| “ | 음사라는 것은 외방의 성황당(城隍堂) 같은 것입니다. 때때로 성황신(城隍神)이 내려왔다는 말이 나면 한길을 메우도록 사람이 몰려드니, 어찌 이와 같이 이치에 없는 일이 있을 수 있겠습니까? 소격서는 예전부터 설치된 것이기는 하나, 모름지기 쾌하게 혁파해야 합니다. | ” |

1516년 6월 19일 의정부·이조·예조·성균관이 함께 의논하여, 사유(師儒)에 합당한 인원을 추천할 때 한 사람으로 천거되었다. 7월에는 왕명으로 여러 능을 참배하고 7월 15일 되돌아와 제기(祭器)와 제복(祭服)은 예전부터 있는 것은 더럽고 새로 만든 것도 매우 거칠게 만들어졌음을 지적하였다. 7월 30일에는 문소전의 재변과 관련하여 이전에 구언을 했다가 벌받은 이들을 용서하지 않아 아무도 건의하지 않음을 지적하였다.
| “ | 수령으로서 진언하고자 하는 자는 쉽게 헤아려서 하는 것이 아니니, 김정 등이 죄받은 뒤로는 진언이 아주 없는 것이 이상할 것 없습니다. 상께서 이미 잘못 처치하셨으므로 아래에서도 이러한 것이니, 이제 잘못되었다는 뜻을 보이면 될 것입니다. 언로(言路)를 트기는 지극히 어려우나 말을 받아들이기를 즐기지 않아 형색(形色)에 드러내기는 매우 쉬운 것인데, 더구나 김정 등의 일은 성색(聲色)에 드러내는 데에 그친 것이 아닙니다. 신이 경상도에 있을 적에 이를 듣고서 ‘그 말을 채용하지는 않을지라도 어찌하여 죄로 다스리기까지 하는가.’라고 생각하였습니다. 먼 지방 사람은 이제까지 아직도 의혹을 풀지 못하므로 언로에 방해가 되니, 스스로 뉘우치는 뜻을 보이셔야 합니다. | ” |

그해 9월 5일 어머니의 병으로 사직하자 왕이 산관직에 전임시키고 약이(藥餌)와 주육(酒肉)을 하사하였다.
1516년 9월 25일 이조 참의가 되었다. 11월 23일에는 노산군과 연산군의 후손을 세워 제사를 받들게 할 것을 건의하다.
"노산과 연산은 속적이 끊어지지 않았으니 봉호(封號)를 의당 왕자군(王子君)처럼 내려 제사가 끊어지지 않도록 해야 하고, 묘지기를 두며, 또한 제물을 주도록 해야 하는데, 후손을 세우지 않으면 제사를 맡을 사람이 없으니 후손을 세워 세습(世襲)하기를 일체 왕자군의 예에 의하도록 하되, 만일 제택(第宅)이 없다면 관에서 주어 사묘(祠廟)가 있게 해야 하고, 또한 제토(祭土)와 노비[臧獲]를 주어 변함 없이 제사하도록 함이 의리에 합치될 듯합니다."
1517년 8월 5일에는 정몽주 등의 치제(致祭)와 그 자손들의 녹용(錄用)과 성삼문·박팽년 후손들의 현직(顯職) 채용을 건의하였다.

### 기묘 사화 전후
1518년 1월에는 관직을 임명할 때 '의망(擬望)'단자를 고칠때 신중할 것을 권고하였다. 1519년초 경주부윤(慶州府尹)으로 부임, 그해 6월 9일 천변이 발생하자 관찰사를 통해 왕에게 보고하였다.
1519년(중종 14년) 기묘사화 때 조광조 일파로 몰렸다. 조광조 등과 함께 유배되었다가 다시 채용되어 복직했다. 유배되었을 때 기적적으로 사약은 모면하였으나 조광조의 일파라 하여 훈구파로부터 견제, 요직에 오르지 못하다가 1520년 12월 국혼 때 그의 아들 몽룡(夢龍)이 효혜공주의 부마로 낙점, 다음해 11월에 국혼이 결정되었다.
1521년 11월 11일 딸이 시집살이를 염려한 중종에게 소환되어 그의 특별한 부탁을 받았다. 12월 28일 다시 홍문관 부제학에 임명되었다. 1522년 부제학(副提學)이 되고, 1522년 1월 7일에는 세자의 병환 상태를 왕에게 보고하였다. 1월 9일에는 귤을 주제로 시를 지을 때 우수한 시로 뽑혀 별조궁(別造弓) 1장(張)을 선물로 받았다. 2월 7일 우부승지가 되었으나 계속 병으로 사직을 청하여 다음날 체직되었다. 1522년 3월 6일 동지성균관사(同知成均館事)가 되었다. 그리고 곧 모친상을 당한다.
4월 4일 어머니 상사로 복을 입고 있는 중에 그의 아들 부마(駙馬) 연성위(延城尉)의 집을 감독하여 짓게 했는데, 상중에 근신하지 않았다 하여 헌부(憲府)가 풍문에 듣고 그에게 추국하던 중 그의 권세에 겁이나 끝까지 추궁하지 못하고 오히려 중지하였다. 4월 12일 그의 집에서 사치를 부리자 이점이 문제가 되기도 했다. 7월 19일 예조 참판이 되고 예조 판서 홍숙(洪淑), 예조 참의 이세정(李世貞) 등과 함께 인종의 입학과 과거를 10월 안에 하도록 건의하였다.
1523년 2월 26일 이조 참판, 윤4월 8일 이조 참판 겸 예문관 제학(吏曹參判兼藝文館提學), 그 뒤 이조참판 겸 홍문관 제학, 5월 6일 겸 예문관 제학, 5월 2일 행첨지중추부사를 지냈다. 8월 14일 삼포에 들어온 왜구를 처리하는 문제를 논할 때 전년의 약조를 깨지 말 것을 건의하였다.
| “ | 임신년의 조약은 가벼이 고칠 수 없습니다. 이제 고치면 삼포에 와서 살기를 청할 것인데, 어떻게 거절하여 들어 주지 않겠습니까? 더구나 이번 사신의 청은 세견선 등의 일을 힘써 말하지 않고 공무역(公貿易)과 조연(助緣)11594) 을 중하게 말하여 그 생각이 원대함에리까? 새 도주가 우리 나라에 충성을 보인다고 칭탁하나 그 말도 믿을 수 없으니, 이제 ‘도주가 우리 나라에 충성을 보인다면, 변경에 좀도둑의 걱정을 영구히 없애어 성의가 서로 의심없게 된 뒤에 들어 주겠다.’고 답하여, 이런 뜻으로 타이르는 것이 어떠하겠습니까? 약조를 먼저 무너뜨리는 것은 좋은 방책이 아닐 듯합니다. | ” |

#### 두 번째 과거시험 합격
1523년 8월 17일에는 도망친 병사에 대한 정상 참작을 건의하였다. 1523년 8월 22일 당상관으로 정시 문과에 장원으로 급제하여 1자급 특진하였다. 8월 24일 가의 대부(嘉義大夫)로 특진하였고, 9월 25일 동지사(同知事)가 되어 학교를 정비하고 학문을 진작할 것을 건의하였다.
1524년 대사헌을 거쳐 그해 1월 들었다. 전옥서(典獄署)에 갇혀 있는 사비(私婢) 갑비(甲非)가 양녀(良女) 자근아기(者斤阿只)와 싸우다가 때려서 낙태(落胎)된 뒤에 죽게 되자 경연에서 '때리지 않더라도 놀라게 하면 낙태하는 것이며, 낙태하면 절로 병을 얻어 죽게 될 것입니다.'하여 형을 가할 때 선처를 호소하였다. 3월 10일에는 문신들의 학업성적이 태만함을 건의하여 공부를 할 자만 다시 가려서 가르칠 것을 상소하였다. 그해 3월 동지사로 예조참판에 겸임되었다. 4월에는 접을 정할 때 풍문만 듣고 사람을 보는 것은 옳지 못하다며 사람을 직접 보고 선정할 것을 상소하였다. 그해 6월 이조 판서(吏曹判書) 김극핍(金克愊)과 갈등하여 문제가 되기도 했다.
6월 8일 사헌부 대사헌(司憲府大司憲)이 되고 6월 16일에는 이조에서 인사를 공정하게 하지 못하는 것과, 병조에서 왕의 전지를 다르게 받든 것과 지방 수령들의 가혹한 판결 등을 들어 이조와 병조 관리들의 파면을 건의하였다. 7월 4일에는 이장곤과 김세필을 탄핵하여 파직시키고 경명군·이성군을 체직시켰다. 7월 5일 이조 참판(吏曹參判), 7월 19일 동지사(同知事)가 되었다. 8월 24일에는 인재를 찾을 것을 건의하였다.
“사람은 워낙 알기 어려워서 가려 쓰기도 어렵습니다. 대저 우리 나라는 인물이 적으므로, 군수(郡守)·부사(府使)에 결원(缺員)이 있으면 한꺼번에 의망(擬望)하지 못하고, 전망(前望)이 내려지기를 기다려서야 후망(後望)을 갖출 수 있습니다. 지금 남행(南行)의 관원 중에 내직(內職)으로 감찰(監察)이 되지 못하고 외직(外職)으로 수령이 되지 못한 자는 한 벼슬에 오래 있어 마치 종신하는 벼슬같이 옮기지 못하니, 이 때문에 인재를 등용하는 길이 넓지 못합니다. 사판(仕版)에 새로 오른 자는 쓸만한 자가 있더라도 사일(仕日)이 적어서 승서(陞敍)하지 못하니, 본조(本曹)도 어떻게 해야 옳을런지 모르겠습니다. 또 쓸만한 사람이 있더라도 신(臣)의 재주와 식견이 어두워서 미처 알지 못합니다. 어찌 지금처럼 인물이 적은 때가 있겠습니까?”

#### 탄핵과 유배
8월 24일 바로 이조참판이 되었다가 이조판서로 승진되었다. 1524년 11월 남곤 등에게 시비를 가리기를 좋아하고 패거리를 만들기 좋아한다는 이유로 탄핵을 당했으나 왕이 듣지 않았다. 이어 권균, 이유청이 그를 탄핵했지만 왕이 듣지 않았다. 11월 3일에는 이항에게 시비를 걸고 어지럽힌다는 이유로 탄핵을 당했으나 왕이 듣지 않았다. 11월 4일 이항 등으로부터 조광조 일파와 같다는 이유로 탄핵을 당했으나 왕이 듣지 않았다. 11월 4일 홍문관에서도 그를 탄핵하였다.
11월 5일 홍문관 응교(弘文館應敎) 심사손(沈思遜)으로부터 권력남용을 이유로 탄핵을 당했고, 11월 5일에도 대간이 그를 탄핵했다. 그가 시비걸기 좋아한다, 패거리짓기를 좋아한다는 양사의 거듭된 탄핵이 가해지자 결국 11월 7일 파직당하고 고신을 빼앗기게 되었다. 남곤 등 삼정승까지 나서서 그를 공격했고, 이후 매일 그에 대한 탄핵 상소가 올려지자 결국 11월 16일 경기도에 가까운 곳으로 유배되었다.
그러나 11월 16일부터 가까운 곳으로 유배됐다 하여 계속 탄핵이 가해졌다. 아들 김희(金禧)가 효혜공주(孝惠公主)와 결혼한 후부터는 권력을 남용하였다가. 영의정 남곤(南袞)·좌의정 심정, 대사헌 이항(李沆) 등의 탄핵을 받고 경기도 풍덕군(豊德郡)에 유배되었다. 그 뒤 며느리 효혜공주 등의 노력으로 석방운동이 계속되었다. 이때부터 그는 남곤 일파, 심정, 이항, 이행 등에게도 원한을 품게 된다.
1527년 풍덕(豊德) 유배소에서 아들 김희를 시켜 심정(沈貞)과 유자광(柳子光) 등에게 원한을 품고 이들을 제거하기 위해 쥐를 태워 동궁(東宮, 인종(仁宗))의 생일에 동궁 뜰에다 내걸고 저주했던 사건을 가리킨다. 당시 동궁이 해생(亥生)이었는데, 해(亥)는 오행(五行)으로 돼지에 속하고 쥐도 역시 돼지와 모양이 비슷한 것이므로 당시 의논이 동궁을 저주한 것이라고 하였다. 이 일로 심정 일파를 몰락시키는데 성공했으며, 나중애ㅔ 이 사건으로 잘못 경빈 박씨가 연루된 혐의를 받아 아들인 복성군 이미(福城君 李嵋)와 함께 사사(賜死)되는 빌미를 제공한다.
1527년 6월 4일 아들 연성위(延城尉) 김희(金禧)가 그를 석방해줄 것을 중종에게 건의하였으나 중종이 듣지 않았다. 6월 6일에는 대신들이 그의 석방을 반대하였다. 1528년 1월 다시 아들 김희가 비위병을 이유로 그의 석방을 상소하였다. 김희는 1월 22일에도 아버지인 그의 석방을 청하는 상소를 올렸고, 2월 10일 그의 석방이 의정부에 논의되었다. 2월 16일 영의정 정광필·좌의정 심정·좌찬성 김극핍·좌참찬 안윤덕 등은 그의 석방에 반대하였으나 우의정(右議政) 이행(李荇)이 그의 석방에 동의하였다. 한편 유배지에서 그는 학문을 가르쳤는데, 민수천(閔壽千)과 심언광, 심언경 형제가 유배소의 그의 문하를 출입했다. 민수천은 늘 사림(士林) 가운데에서 ‘김안로(金安老)는 뚜렷한 잘못이 없이 파출(罷黜)까지 당했다.’고 힘써 말하고, 또 심언광 형제와 함께 시주(詩酒)를 핑계삼아 날마다 서로 찾아다녔다.
1529년 5월 24일 아들 김희가 다시 김안로의 석방을 청하는 상소를 올렸다. 5월 29일 사헌부에서 그의 석방을 반대하였고, 6월 계속 그의 석방을 반대하는 계를 올렸다. 그러나 곧 석방된다.

### 생애 후반

#### 관직 복귀와 정적 제거
그러나 1527년 남곤이 죽었으므로 1529년 김희의 건의와, 효혜공주 등의 설득으로 유배에서 풀려나왔다. 중종은 그를 석방시키기 전에 정광필, 심정, 이행 등에게 석방의 가부를 물었지만 이들은 애매하게 답하였다. 한편 석방되기 직전 남곤의 사망 이후 정계의 혼란을 틈타 대사헌 김근사(金謹思)와 대사간 권예(權輗)를 움직여 심정의 탄핵에 성공하고 1530년 심정 일파의 축출에 성공하였으며, 1530년 6월 유배에서 풀려나 재서용되어 도총관(都摠管)·예조판서·대제학을 역임하였다. 그해 11월 홍문관 부제학으로 있는 인척 황사우를 통해 심정을 계속 공격, 사사당하게 한다. 12월에는 기묘사화로 파직된 권벌(權橃)의 직첩을 되돌려줄 것을 건의하여 성사시켰다.
1531년 다시 예조판서로 등용되어, 그해 4월 심정·이항 등을 죽이고, 홍문관·예문관 양관 대제학(문형)에 올라, 전권을 장악하였다. 그러나 4월 20일 효혜공주가 병으로 사망하면서 그의 정치적 후견인이 사라지게 된다. 그러나 정적을 숙청한 그는 전권을 장악하고 정사를 좌지우지한다. 31년 6월부터는 사헌부에서 그의 석방을 반대하는 상소를 꾸준히 올렸으나 왕이 듣지 않았다. 그해 6월 18일 의흥위 대호군(義興衛大護軍)으로 전임되었다가 윤6월 15일 겸 오위 도총부 도총관(蒹五衛都摠府都摠管)을 겸하고, 윤6월 27일 한성부 판윤을 지냈다. 1531년 8월 29일 다시 예조 판서에 임명되었다. 그해 10월 10일 아들 김희가 사망하였다.
31년 10월 22일 영의정 정광필(鄭光弼), 좌의정 이행(李荇), 우의정 장순손(張順孫), 좌찬성(左贊成) 김극성(金克成), 우참찬(右參贊) 조원기(趙元紀) 등 의정부의 대신들이 그가 예전과 달라지지 않았다며 체직을 청하나 왕이 듣지 않았다. 같은 날 대사간 권예(權輗), 사간 양연(梁淵), 헌납 김미(金亹), 정언 허항(許沆)과 박세옹(朴世蓊) 등이 그를 공격하면서 계속 그가 과거와 달라지지 않았다는 이유로 공격했다. 10월 23일 거듭된 공격 끝에 예조판서직에서 다시 체직되었다. 김안로는 자기 측근들을 이용해 이들을 공격했다.
대간의 거듭된 공격에도 이조판서를 거쳐, 그해 10월 29일 지중추부사가 되었다. 그를 기피하던 신하들은 그를 계속 공격하였으나 1531년 12월 10일 이행의 뒤를 이어 대제학(홍문관대제학+예문관대제학+지성균관사)이 되었고, 동지경연사 춘추관사 성균관사를 겸하였다. 이틀 뒤 체직을 청하였으나 왕이 듣지 않았다.
1531년 정계에 복귀한 이후부터 그는 동궁(東宮, 훗날의 인종)의 보호를 구실로 윤임 등과 손잡고 실권을 장악하였으며, 권력을 장악한 뒤에는 허항(許沆)·채무택(蔡無擇)·황사우(黃士佑) 등과 함께 문정왕후 측근세력 및 사림파 등 정적들을 대량으로 축출하는 옥사(獄事)를 여러 차례 일으켰다. 정광필(鄭光弼)·이언적(李彦迪)·나세찬(羅世纘)·이행(李荇)·최명창(崔命昌)·박소(朴紹) 등 많은 인물들이 이들에 의하여 유배당하거나 사사되었으며, 경빈 박씨(敬嬪朴氏)와 복성군 미(福城君嵋) 등 종친도 죽음을 당하였고, 또한 왕실의 외척인 윤원로(尹元老)·윤원형(尹元衡)도 실각당하였다.

#### 권력 장악
1532년 1월 10일 세자 시강원 좌빈객(世子侍講院左賓客), 1월 25일 겸 지경연사(兼知經筵事)이 되고 2월에는 정시(庭試) 문과의 시관(試官)이 되어 과거 시험을 주관하였다. 1532년 2월 예조 판서(禮曹判書), 4월 9일 다시 예조 판서가 되었다. 8월 24일 지의금부사가 되고 25일 겸지의금부사직을 사직했으나 왕이 받아들이지 않았다. 10월 21일 내의원 제조가 되어 이질을 앓는 중종을 진료하였다. 1532년 12월 15일 이조 판서가 되었다. 이후 여러번 이조판서직 사직을 청하였으나 왕이 듣지 않았다. 12월 21일부터는 대간이 그를 파직할 것을 청하는 상소를 계속 올렸으나 왕이 듣지 않고 버티다가 12월 26일 판서직에서 해임되었다. 12월 29일 다시 예조 판서가 되었다.
1533년 2월 11일 중종이 자신을 진료한 당시 내의원 관료들을 시상할 때 1계급 특진 가자되었다. 바로 약방 제조가 되고 1533년 3월 2일 호조판서가 되었다. 3월 4일 호조판서 겸 대제학이 되자 겸직의 사직을 청하였으나 받아들여지지 않았다. 3월 9일 내의원 제조가 되었다가 3월 말 다시 호조판서가 되었으며 4월 13일 경연지사(知事), 5월 의금부지사를 지냈다. 5월 의금부지사로 위관이 되어 작서의 변 관련자들을 추국하였다. 6월 이조판서가 되어 6월 5일 사직을 청하였으나 왕이 받아들이지 않았다. 그날 다시 이조판서로 재임명되었다. 6월 6일부터는 겸 의금부지사로 위관의 한사람이 되어 다시 작서의 변 관계자들 추국에 참여하였다.
한편 작서의 변 외에도 그는 전에 자신을 탄핵한 이행을 미워하였는데, 그해 11월에 발생한 이행 및 그의 형 이기, 이권 등의 탄핵에 대해 사관은 그가 영향을 주었다고 보았다.
33년 8월 의금부 당상이 되고 9월 23일 대제학 직을 사퇴하였다. 다시 이조판서가 되었다가 1534년 1월 의금부 지사, 이조판서가 되었다. 3월에는 대제학이 되어 사가독서 인원들을 선발하였고, 판의금부사 송인수의 사퇴로 의금부판사직이 궐석이 되자 7월 3일 숭정 대부(崇政大夫) 겸 판의금부사(兼判義禁府事)가 되었다. 7월 11일 의정부 좌찬성 겸 이조 판서가 되고, 7월 14일 좌찬성, 8월 6일 이조판서, 9월 17일 관상감 제조가 되었다. 9월 25일에는 왕과 다른 신료들과 함께 칠덕정(七德亭)에 가서 습진(習陣)을 관람하였다. 상의 명으로 ‘안불망위(安不忘危)’를 제목으로 오언 율시를 지었는데 수석으로 뽑혀 표범 가죽 1장을 하사받았다.
10월 23일부터 29일까지 시관으로 과거를 주관하였다. 1534년 11월 의금부 판부사(判府事)를 거쳐 11월 7일 이조판서가 되었으나 11월 18일 사람을 잘못쓴다는 비판을 받고 사직을 청했으나 왕이 듣지 않았다. 1534년 11월 21일 의정부 우의정이 되고, 1535년 3월 26일 좌의정에 이르렀다.

### 유배와 최후
정적(政敵)에 대해서는 무자비하여 친족, 재상과 종친 등에 관계없이 이를 축출하여 사형시키는 등 무서운 공포정치를 하였으다. 경빈 박씨와 복성군 미를 죽이는 등 여러 차례 옥사를 일으켜 허항·채무택과 함께 '정유 3흉'이라 한다. 중종은 그의 권력 확장을 부담스러워하고 있었으나 그는 동궁을 보호한다는 명분이 있었고 중종도 그를 손대지 못했다.
1537년 중종의 계비인 문정왕후를 폐하려 하다가 문정왕후의 밀명을 받은 윤안임(尹安任)과 대사헌 양연(梁淵), 윤안인(尹安仁) 등의 공격을 받았다. 그 뒤 윤안인, 양연 등에 의해 체포, 유배되었다가 그해 10월 27일 왕명으로 그 곳에서 사사당하였다. 그가 명나라로 갔을때 명나라 사람 역술인에게 점괘를 묻자, 그의 관상을 보더니 부귀(富貴)가 극(極)할 수이나, 갈(葛)에서 죽을 팔자라 하였다. 일설에는 그의 사망장소가 경기도 진위군(振威) 갈원(葛院)이라 한다. 허항·채무택과 함께 정유삼흉(丁酉三凶)으로 지목되었다. 저서로는 《용천 담적기 龍泉談寂記》, 《희락당고 希樂堂稿》 등이 있다. 사망 당시 그의 나이 향년 56세였다.

### 사후
묘소는 경기도 남양군 저팔리면 자양리(현, 화성시 비봉면 자안리 232-2번지) 산에 있다. 묘 옆에는 후대에 세워진 것으로 추정되는 비석이 서 있다.
아들 김기는 그와 사이가 좋지 않았으며, 못생긴 딸 1명은 의도적으로 항아리에 독사를 넣은 뒤 발을 넣게 하여 독사에 물려 죽게 했다 한다. 그리고는 화장실 가다가 뱀에 물려 죽었다고 소문을 냈다고 한다. 또한 자신의 외손녀딸을 세자의 후궁으로 입궐시키려고 윤원량(尹元亮)의 딸과 윤개(尹漑)의 딸을 비방한 것도 알려지게 됐다.
문정왕후의 제거를 기도하여 그는 사후 인종이 즉위한 뒤에도 복권되지 못하였다. 그가 죽은 뒤 그는 비방의 대상이 됐지만 그의 친구 김안국만이 그를 비판하지 않고 조용히 가족들을 돌봐줬다 한다. 넷째 아들 김시는 문인화가로 활동했으며 숙종때의 문인화가 윤두서로부터 안견에 버금가는 화가라도 칭송되었다.

## 저서
- 《희락당고 希樂堂稿》
- 《용천 담적기 龍泉談寂記》

## 가계
아들 연성위 김희는 중종의 딸 효혜공주와 혼인하였다. 윤원형은 그의 사촌형 김안수의 딸과 결혼, 조카사위뻘이 되나, 김희의 장녀이자 맏손녀는 윤원로의 아들 윤백원에게 출가하여 윤원형일가와 이중으로 사돈관계를 형성한다.
- 할아버지 : 김우신(金友臣)
  - 아버지 : 김흔(金訢)
  - 어머니 : 윤지(尹墀)의 딸
    - 형님 : 김안세(金安世)
    - 형님 : 김안정(金安鼎)
    - 부인 : 채씨
      - 아들 : 김기(金祺)
      - 아들 : 김희(金禧, 다른 이름은 몽룡[夢龍])
      - 자부 : 효혜공주
        - 손녀 : 김선옥
        - 손녀위: 윤백원(윤원로의 아들)
        - 외증손녀:윤개미치(아버지 독살 누명의한 죽음-윤백원의 동생(서자)들 범인)

  - 장인 : 채수(蔡壽)
- 외할아버지 : 윤지(尹墀)
  -     - 친족 : 황사우(黃士祐)
    - 인척 : 오준(吳準)
    - 사돈 : 주계군(朱溪君) 이심원(李深源) - 효령대군의 증손자

## 평가와 비판
초반기에는 조광조와 함께 부패한 조정을 개혁하려고 했으나, 세월이 흘러서 권력을 잡으면서 국정을 문란시켰으며 허항·채무택과 함께 정유삼흉(丁酉三凶)으로 일컬어진다.

## 같이 보기
- 김전
- 김제남

## 기타
선조의 계비인 인목왕후의 재종증조부이자, 연안부원군 김제남의 재종조부가 된다.
그는 자신의 유배에 관계된 남곤, 심정, 이항, 이행 등에게 앙심을 품었다 한다. 실록에는 이유가 나타나지 않지만 그는 유자광에게도 원한을 품었다 한다.
실록에 의하면 김안로에게는 눈이 멀고 못 생긴 딸 하나가 있었다. 안로가 그 딸을 미워하여, 죽이려고 굶기면 울부짖으며 밥을 달라고 하여 이웃이 들을까 두려워 못 굶기고, 칼로 찔러 죽이면 시체에 칼자국이 나서 친척들이 살해당한 것을 알게 될까 두려워서 못하였다. 그 흔적을 감추려고 독사(毒蛇)를 항아리 속에다 넣고 뚜껑을 덮어서 나오지 못하게 하여 독이 잔뜩 오르게 한 다음 뚜껑을 열고 그 딸로 하여금 항아리에 발을 넣게 하니 한 번 물자 그 자리에서 죽었다. 김안로는 속으로는 매우 기뻤으나 겉으로는 슬픈 척하면서 이웃 일가들에게 떠들기를 ‘내 딸이 변소에 가다가 독사에 물려 죽었다는 기록이 전한다.

## 김안로가 등장한 작품
- 김길호 - 《풍란》(1985, MBC)
- 홍성민 - 《조광조》(1996, KBS2)
- 김종결 - 《여인천하》(2001, SBS)

## 참고 문헌
- 연려실기술
- 대동야승
- 중종실록
- 국조방목
- 희락당고
- 대동기문
- 석담일기
- 조야집요

## 관련 서적
- 박영규, 한권으로 읽는 조선왕조실록 (도서출판 들녘, 1998)
- 한국사사전편찬회 엮음, 한국고중세사사전, (가람기획, 2007)
- 인명사전편찬위원회, 인명사전, (민중서관, 2002)
- 한국사대사전(2004, 발행인 박영근, 고려출판사 발행)